# Valerio Zurlini
Valerio Zurlini, född 19 mars 1926 i Bologna, Emilia-Romagna, död 26 oktober 1982 i Verona, Veneto, var en italiensk filmregissör och manusförfattare.

## Utmärkelser
Zurlini vann Guldlejonet vid Filmfestivalen i Venedig för Bröderna 1962.

## Filmografi i urval
- 1951 – Juniorboxare (regi)
- 1954 – Flickorna från San Frediano (regi)
- 1959 – En våldsam sommar (regi)
- 1961 – Flickan med kappsäcken (manus och regi)
- 1962 – Bröderna (manus och regi)
- 1965 – Le soldatesse (manus och regi)
- 1970 – Den förbjudna trädgården (manus)
- 1972 – La prima notte di quiete (manus och regi)
- 1976 – Il deserto dei Tartari (manus och regi)